# ディ・エム・シー
株式会社ディ・エム・シー（英: DMC Co., Ltd.）は、東京都港区高輪に本社を置く、タッチパネルの製造、販売を主とする日本のタッチパネルメーカーである。

## 所在地
- 東京本社:東京都港区高輪2-18-10 高輪泉岳寺駅前ビル11階
- 名古屋支店:愛知県名古屋市西区名駅2-22-9 あいおいニッセイ同和損保名古屋名駅ビル4F
- 大阪支店:大阪府大阪市中央区平野町3-6-1 あいおいニッセイ同和損保御堂筋ビル3階
- 大阪技術センター:大阪府大阪市浪速区難波中3-5-13朝日生命難波ビル9階
- 白河工場:福島県白河市十三原道上3-15
- いわき工場:福島県いわき市平鎌田字石切場5
- インドネシア工場:JABABEKA INDUSTRIAL ESTATE 2 JL.INDUSTRI UTAMA BLOK RR-7 CIKARANG-BEKASI 17550 INDONESIA